# Primeira comunhão

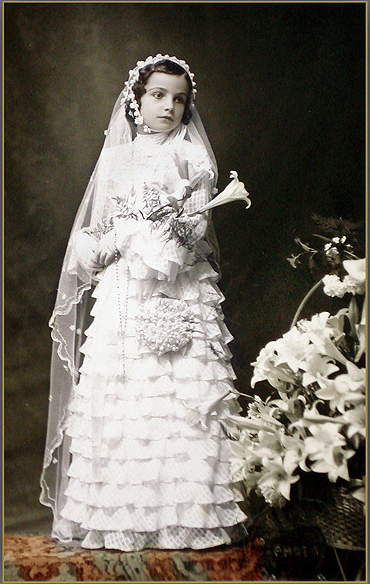
Primeira Eucaristia

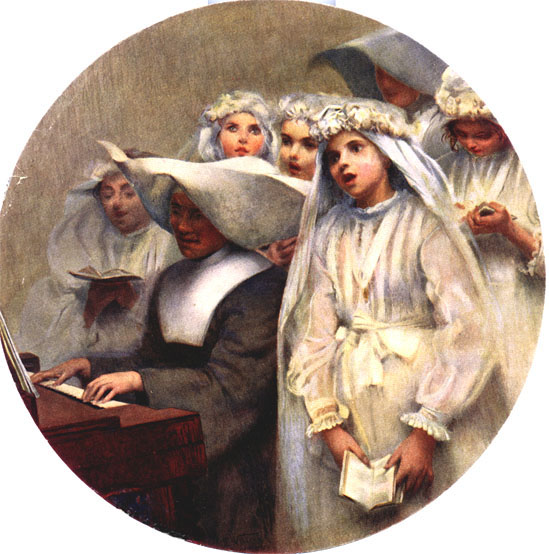
Comungantes, pintura de Eliseu Visconti (1895)

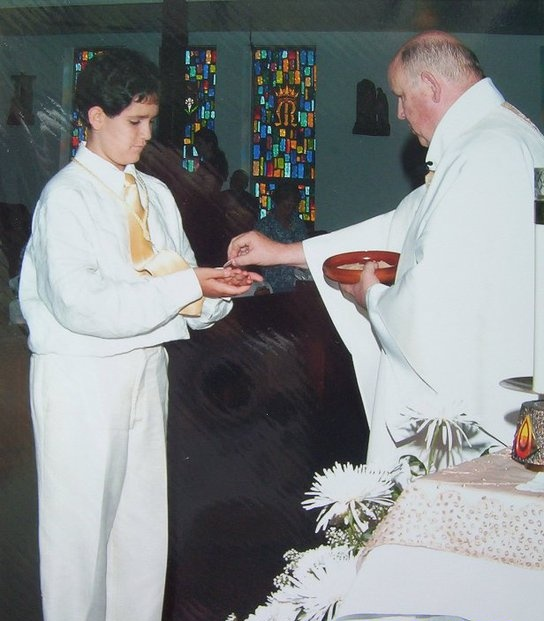
Primeira comunhão

Primeira Eucaristia (também chamada de comunhão) é uma celebração religiosa da Igreja Católica Apostólica Romana, em que os fiéis participantes recebem pela primeira vez, respectivamente, o Corpo e Sangue de Cristo sob a forma de pão (hóstia) e vinho.

## Primeira Eucaristia
Esta celebração também conhecida como "Primeira Eucaristia" visto que os participantes recebem pela primeira vez o sacramento da Eucaristia. Após esta cerimónia, eles passam a poder receber a Eucaristia, uma das celebrações centrais da Igreja Cristã, desde o século I d.c.
Normalmente, antes de os cristãos receberem a Primeira Comunhão, eles têm que saber e compreender alguns princípios e conhecimentos fundamentais da Igreja, nomeadamente os 10 Mandamentos, também os mandamentos da Madre Igreja, as principais orações, os 7 sacramentos, etc. Para se realizar este rito religioso é necessário que o catequizando faça a confissão dos pecados particularmente com o sacerdote, o que irá se repetir sempre que o já catequizado cometa um pecado mortal, para assim tornar a receber a Sagrada Eucaristia.
Na Igreja Católica, a Eucaristia é um dos sete sacramentos. Segundo o Compêndio do Catecismo da Igreja Católica, a Eucaristia é "o próprio sacrifício do Corpo e do Sangue do Senhor Jesus, que Ele instituiu para perpetuar o sacrifício da cruz no decorrer dos séculos até ao seu regresso, confiando assim à sua Igreja o memorial da sua Morte e Ressurreição. É o sinal da unidade, o vínculo da caridade, o banquete pascal, em que se recebe Cristo, a alma se enche de graça e nos é dado o penhor da vida eterna" (n. 271). A palavra Hóstia, em latim, quer dizer vítima, que entre os hebreus, era o cordeiro, sem culpa, imolado em sacrifício a Deus.  